# レーザー推進
レーザー推進（レーザーすいしん）とは、そのエネルギー源として外部からのレーザーまたはメーザーによるエネルギー供給を用いる、航空機あるいは宇宙船の推進方法。また、同様の発想で、外部からの荷電粒子等のビームを用いるビーム推進というアイデアもある。
宇宙船本体にエネルギー源を搭載しないため、船の軽量化や、燃料の量に依存しない飛行も可能となる。だが、実用化には大出力レーザーの開発や、精度の高いポインティング技術が必要となる。

## レーザー推進の種類
レーザー等によって宇宙船を推進させる方法として、以下のような方式が提唱されている。また、その他にレーザー等によって電力を供給し、電気推進で推進する案なども考えられている。

### 熱による推進
レーザー／メーザーによって推進剤、または周囲の大気を加熱して、その膨張を利用する方式。外燃機関に分類される。レーザーロケットと呼ばれることもある。このタイプの宇宙船としてはライトクラフトが挙げられ、このタイプの推進方法自体をライトクラフトと呼ぶこともある。
CWレーザー推進
連続発振型 (Continuous Wave) のレーザーを用いる方式。
RPレーザー推進
パルス発振型 (Repetitively Pulse) のレーザーを用いる方式。
マイクロ波推進
マイクロ波を用いる方式。レーザーよりも大気中での伝送損失が少なく大出力化が可能だが、指向性に劣る。
水膜方式
上記各種レーザー推進の対象となる物体を濡らしておくことで、対象物表面で水蒸気爆発を起こし推進力を大幅に増強する手法。日本人の発明による。更に、物体を濡らすのではなく水のみを噴出して推進する方法や、水中にレーザー誘起バブルを生成し、その収縮時の効果でターゲットを上昇させる方法なども研究されている。

### 光圧による推進
太陽帆（ソーラーセイル）にレーザーを照射し、その光圧により推進する方式。同様の発想で磁気帆（マグネティックセイル）に荷電粒子ビームを照射するという案もあり、こちらはマグビームと呼ばれる。

## 恒星間飛行への利用
十分に収束率の高いレーザーを発生させることができれば、恒星船の動力源として利用できる可能性もある。ただし目的地の星系にレーザー送信施設がない場合、どうやって減速するかという問題が生じる。
物理学者でSF作家でもあるロバート・L・フォワードは、目的地に近づくとソーラーセイルの外周部を宇宙船から切り離し、外周部セイルで反射したレーザーを逆方向から内周部セイルに当てて減速するというアイデアを提唱している。
ラリー・ニーヴンとジェリー・パーネルは、SF長編小説『神の目の小さな塵』で、レーザー推進宇宙船から荷電粒子を放出して宇宙船を帯電させ、銀河磁場によって発生するローレンツ力を用いて宇宙船を旋回させ(ローレンツ力は速度方向と直角にしか働かないので、これのみでは減速はできない)、宇宙船の進路がレーザー光源と正対したときに、荷電粒子を放出して宇宙船の帯電を中和し、以降、レーザー光による減速を行うという方法を提唱している。

## フィクションに登場するレーザー推進宇宙船

### SF小説
- ラリー・ニーヴン / ジェリー・パーネル『神の目の小さな塵』The Mote in God's Eye - レーザーで推進する光帆を持つ異星人の宇宙船を描写している。
- ロバート・L・フォワード『ロシュワールド』The Flight of the Dragonfly - レーザー推進の光帆による恒星間移動がテーマ。
- 野尻抱介『太陽の簒奪者』 - 異星人が太陽系へナノマシンを送り込み、減速用レーザー送信施設を建設させる。
- 笹本祐一『ブループラネット』 - 終盤にて、帆を張った小型探査機群をレーザー推進で太陽系外惑星へ向けて送り出すシーンが描写されている。
- 堀晃『バビロニア・ウェーブ』 - 太陽系から3光日の距離に発見された、銀河面を垂直に貫く直径1200万km・全長5380光年に及ぶ謎のレーザー光束「バビロニア・ウェーブ」を利用。これを反射し、太陽系内の惑星間航行に用いている。最終盤には、銀河系を覆うレーザー光束のネットワークを渡って航行する恒星間航行船「イシュタルの鏡」も登場。
- 林譲治『狼は猫と狐に遊ばれる』 - 地球と宇宙を結ぶ宇宙船が使用。宇宙港からの離陸時のみ自前のメタン燃料で飛行し、高度を稼いでからは地上施設からのレーザーで推進剤を加熱・推進する。水平線の彼方からは別の地上施設が引き継ぐ。
- 谷甲州「メデューサ複合体（コンプレックス）」（『星を創る者たち』所収） - 木星大気圏と衛星アマルテア間を結ぶ軌道往還機が使用。アマルテア地表から発振されたレーザーが往還機内の燃焼室を照射、推進剤を過熱して噴射させる。強大な木星磁場のためマスドライバー、テザー、軌道エレベータなどの技術をそのまま使うのは危険であり、磁場から受ける影響が少ないレーザー推進を採用しているという設定。

### 漫画
- 星野之宣「緑の星のオデッセイ」（『2001夜物語』所収） - 終末を迎えるベテルギウス星系の惑星オデッセイ。そこで独特の進化を遂げた植物が、集めた光を光ファイバー状の茎で伝達し大出力レーザーを発振、爆発（水とナトリウムの化学反応）で上空へと打ち出した種に向けてこれを照射する。消えゆく運命の惑星からレーザー光帆推進により植物が宇宙へと播種する姿を描く。

### アニメ
- 『オーディーン 光子帆船スターライト』 - 主推進機関は別にあるが、補助としてレーザー帆走も可能。
- 『機動戦士ガンダム0083 STARDUST MEMORY』 - ペガサス級「アルビオン」は、核融合の他、外部からのレーザーで推進剤を加熱、加速することもできる。月面からの離脱時に使用。
- 『U.H.O.フューチャーレスキュー2061』 - 核融合施設から発射される高出力マイクロ波によって飛行する「ライトフライト」が登場する。「ライトフライト」の動きに追従してマイクロ波を照射するが、マイクロ波の直進性によりマイクロ波が届かない場所に飛行するときには中継装置が必要となる。推進剤により宇宙空間の飛行も可能。
- 『機動戦士ガンダムSEED』 - 巨大γ線レーザー砲「ジェネシス」は、特定の対象物に照射する事でライトクラフトを発生させ、推進する事を可能としている。
- 『機動戦士ガンダムSEED C.E.73 STARGAZER』 - 深宇宙探査機「スターゲイザー」は、太陽風を「ヴォワチュール・リュミエール」と呼ばれるソーラーセイルに受けることで推進力としているが、必要に応じて母船からのレーザー「プロパルジョン・ビーム」を受けて推進することが出来る。
- 『MOONLIGHT MILE』 - 厳密には技術そのものは確立されていない。デブリの海に取り残された中破戦艦「ハッセルホフ」の推進ノズルにむけてレスキュー艦「ミネルバ」のGDLレーザー砲を長時間放射する事で押し出すために使われた。

### ゲーム
- 『グランツーリスモシリーズ』 - ゲーム内に登場する「シボレー シャパラル 2X ビジョン グランツーリスモ」は、パルスレーザーによる推進力で走行するレーシングカーである。